# 響野夏菜
響野 夏菜（ひびきの かな、1972年11月20日 - ）は、日本の小説家。埼玉県出身。血液型はO型。
『月虹のラーナ』が集英社主催の第18回コバルト・ノベル大賞（1991年下期） で「大賞」を受賞し、デビューした。代表作に『カウス＝ルー大陸史・空の牙』シリーズや『東京S黄尾探偵団』シリーズなどがある。近作は、『ダナーク魔法村はしあわせ日和』シリーズ。日本SF作家クラブ会員。

## 作品リスト

### コバルト文庫
コバルト文庫（集英社）から刊行。

#### 単一作品
- 睡蓮の記憶（イラスト:石堂まゆ）
- 羽硝子の森（イラスト:水星茗）
- 月虹のラーナ（イラスト:宮城とおこ）
- この雪に願えるならば（イラスト:宮城とおこ）
- 王子様にキスを（イラスト:高星麻子）

#### シリーズ作品
- カウス＝ルー大陸史・空の牙（全17冊／イラスト:石堂まゆ）
- <雨の音洲>秘聞（全3冊／イラスト:沖麻実也）
- アル－ナグクルーンの刻印（全5冊／イラスト:桃栗みかん）
- 華は藤夜叉（既刊2冊／イラスト:石堂まゆ）
- 東京S黄尾探偵団（全28冊／イラスト:藤馬かおり）
- 人は影のみた夢（全4冊／イラスト:JUDAL）
- 振り返れば先生（ヤツ）がいる（全2冊／イラスト:柚木ノム）
- ガイユの書（全4冊／イラスト:凱王安也子）
- ダナーク魔法村はしあわせ日和（全5冊／イラスト:裕龍ながれ）
- 今夜きみを奪いに参上!（全4冊／イラスト:本田たまのすけ）
- 鳥籠の王女と教育係（全12冊／イラスト：カスカベアキラ）
  - 婚約者からの贈りもの(2009.1)
  - 魔王の花嫁(2009.4)
  - 永遠の恋人(2009.7)
  - 姫将軍の求婚者(2009.10)
  - さよなら魔法使い(2010.3)
  - 嵐を呼ぶ王子(2010.7)
  - 恵みの環の魔王(2010.11)
  - 魔法使いの選択(2011.3)
  - 〈国守り〉の娘(2011.7)
  - 夢で逢えたら（短編集）(2011.9)
  - 魔王の遺産(2012.1)
  - 恵みの環の花嫁(2012.2)

### ビーズログ文庫
ビーズログ文庫（エンターブレイン）から刊行。

#### シリーズ作品
- 女神の娘の恋歌（全3冊／イラスト:椋本夏夜）
- 姫さま、恋愛禁止です!（全2冊／イラスト:旭炬）
  - 花婿はお馬の王子(2011.7)
  - 旦那さまと呪いのウサ耳(2011.11)

### 幻狼ファンタジアノベルス
幻狼ファンタジアノベルス（幻冬舎）から刊行。

#### シリーズ作品
- 半魂香 まどろみの巫女と“守護者”（上下2冊／イラスト:山下ナナオ）

### 集英社オレンジ文庫
集英社オレンジ文庫（集英社）から刊行。

#### 単一作品
- 瑕疵物件ルームホッパー 但し、幽霊在住に限ります（表紙イラスト:げみ）(2019.5)

#### シリーズ作品
- NDY企画 任侠事件簿（全2冊／表紙イラスト:一色箱）
  - 今日から「姐」と言われても(2015.7)
  - 今日から「夫」と言われても(2016.3)

#### アンソロジー寄稿
- 新釈グリム童話 めでたし、めでたし? -「二十年」を収録（表紙イラスト:井上のきあ）(2016.3)
- 美酒処ほろよい亭 日本酒小説アンソロジー - 「恋する川中島合戦」を収録（表紙イラスト:金田花季）(2019.2)